# Alja Varagić
Alja Koren (født 11. December 1990 i Celje, Slovenien) er en slovensk håndboldspiller, der spiller for RK Krim og Sloveniens håndboldlandshold.